# Campos dos Goytacazes
Campos dos Goytacazes ou Campos dos Goitacases ou tout simplement Campos est un territoire et une ville de l'État de Rio de Janeiro au Brésil. La ville comptait 477 205 habitants en 2013 et sa superficie est de 4 026,699 km2. Elle est construite sur le cours inférieur du fleuve Paraíba do Sul.
Les débuts de la colonisation du territoire remontent au XVIe siècle. Le village de São Salvador de Campos de Goytacazes a été fondé le 16 mai 1677 et a obtenu le statut de ville le 28 mars 1835.
Un important gisement pétrolier et gazier est exploité par Petrobras au large des côtes de la commune. Campos est le plus gros producteur brésilien d'alcool. Campos est aussi la première ville brésilienne à avoir été équipée en électricité.
Campos fut le diocèse de l'évêque Antônio de Castro Mayer, surnommé "Le lion de Campos" qui fut un opposant aux réformes de Vatican II aux côtés de Marcel Lefebvre.
Campos dos Goytacazes possède un aéroport (code AITA : CAW).

## Division du territoire
Campos est né et couvrait les régions du nord et du nord-ouest de Rio de Janeiro, à l'exception de São João da Barra. À l'époque, la municipalité limitrophe de Nova Friburgo, Cantagalo, Cabo Frio et de l'État de Minas Gerais, mais avec l'émancipation de la ville d'Itaperuna, elle a perdu la moitié de son territoire. À partir des années 1980, Campos a perdu cinq de ses anciens districts, qui comprennent actuellement les municipalités d'Italva et de Cardoso Moreira.

## Maires
| Période | Période | Identité     | Étiquette | Qualité |
| ------- | ------- | ------------ | --------- | ------- |
| 2016    | 2020    | Rafael Diniz | PPS       |         |